# Curtain Call 2
Curtain Call 2 è una raccolta del rapper statunitense Eminem, pubblicato il 5 agosto 2022 dalla Aftermath Entertainment e Interscope Records.
È la seconda raccolta greatest hits dell'artista e contiene le canzoni più recenti della sua carriera, a partire da Relapse del 2009. L'album include inoltre tre inediti: "The King and I", "From the D 2 the LBC" e "Is This Love ('09)".
La raccolta ha venduto un equivalente di più di un milione di copie solo negli Stati Uniti tra copie fisiche e digitali rendendondola idonea alla certificazione di “disco di platino

## Classifiche

### Classifiche settimanali
| Classifica (2022) | Posizione massima |
| ----------------- | ----------------- |
| Australia         | 2                 |
| Austria           | 11                |
| Belgio (Fiandre)  | 15                |
| Belgio (Vallonia) | 26                |
| Francia           | 16                |
| Germania          | 9                 |
| Irlanda           | 8                 |
| Italia            | 55                |
| Norvegia          | 21                |
| Nuova Zelanda     | 5                 |
| Paesi Bassi       | 13                |
| Polonia           | 19                |
| Portogallo        | 31                |
| Regno Unito       | 3                 |
| Stati Uniti       | 6                 |
| Svizzera          | 8                 |
| Ungheria          | 38                |

### Classifiche di fine anno
| Classifica (2022) | Posizione |
| ----------------- | --------- |
| Australia         | 66        |